# Élections régionales de 2021 en Rhénanie-Palatinat
Les élections régionales de 2021 en Rhénanie-Palatinat (en allemand : Landtagswahl in Rheinland-Pfalz 2021) se tiennent le 14 mars 2021, afin d'élire les 101 députés de la 18e législature du Landtag, pour un mandat de cinq ans. Elles se tiennent le même jour que les élections en Bade-Wurtemberg.
Le scrutin est organisé dans le cadre des restrictions causées par la pandémie de Covid-19. Il est marqué par une nouvelle victoire à la majorité relative du Parti social-démocrate, annoncée par les sondages en toute fin de campagne électorale, et un recul de l'Alternative pour l'Allemagne, qui cède sa place de troisième force politique régionale aux Verts, partenaire de coalition de la ministre-présidente Malu Dreyer. Pour la première fois de leur histoire, les Électeurs libres font leur entrée au Landtag.

## Contexte
Après avoir perdu leur majorité absolue aux élections du 13 mars 2016, le Parti social-démocrate d'Allemagne (SPD) de la ministre-présidente Malu Dreyer et l'Alliance 90 / Les Verts (Grünen) proposent au Parti libéral-démocrate (FDP) de les rejoindre afin de former une « coalition en feu tricolore ».
Le comité directeur du FDP décide à l'unanimité de répondre favorablement à cette proposition deux semaines plus tard, puis un accord de gouvernance commune est signé entre les trois partis le 21 avril suivant. Le 18 mai 2016, Malu Dreyer est investie ministre-présidente et forme son second cabinet.
Le 11 février 2020, le conseil des ministres approuve la proposition du ministre de l'Intérieur Roger Lewentz de convoquer les prochaines élections régionales le 14 mars 2021.

### Scandale des masques
Le 8 mars 2021, quelques jours avant le scrutin, un scandale impliquant l'alliance CDU/CSU éclate : plusieurs législateurs du parti de la chancelière Angela Merkel auraient reçu des paiements en agissant en tant qu'intermédiaires lors de ventes de masques,.
Les législateurs de la CDU/CSU ont été invités à faire une déclaration écrite avant 18 heures, indiquant qu'ils n'avaient pas reçu d'argent pour des activités de conseil ou de passation de marchés liées à la crise du COVID.

## Mode de scrutin
Le Landtag est constitué de 101 députés (en allemand : Mitglied des Landtags, MdL), élus pour une législature de cinq ans au suffrage universel direct et suivant le scrutin proportionnel de Sainte-Laguë.
Chaque électeur dispose de deux voix : la première (Wahlkreisstimme) lui permet de voter pour un candidat de sa circonscription selon les modalités du scrutin uninominal majoritaire à un tour, le Land comptant un total de 52 circonscriptions ; la seconde voix (Landesstimme) lui permet de voter en faveur d'une liste de candidats présentée par un parti au niveau du Land.
Lors du dépouillement, l'intégralité des 101 sièges est répartie proportionnellement aux secondes voix entre les partis ayant remporté au moins 5 % des suffrages exprimés au niveau du Land. Si un parti a remporté des mandats au scrutin uninominal, ses sièges sont d'abord pourvus par ceux-ci.
Dans le cas où un parti obtient plus de mandats au scrutin uninominal que la proportionnelle ne lui en attribue, il conserve ces mandats supplémentaires et la taille du Landtag est augmentée par des mandats complémentaires distribués aux autres partis pour rétablir une composition proportionnelle aux secondes voix.

## Campagne

### Principaux partis et chefs de file
| Parti | Parti                                                                              | Idéologie                                                                  | Chef de file                          | Résultats de 2016          |
| ----- | ---------------------------------------------------------------------------------- | -------------------------------------------------------------------------- | ------------------------------------- | -------------------------- |
|       | Parti social-démocrate d'Allemagne Sozialdemokratische Partei Deutschlands         | Centre gauche Social-démocratie, troisième voie, progressisme              | Malu Dreyer (Ministre-présidente)     | 36,2 % des voix 39 députés |
|       | Union chrétienne-démocrate d'Allemagne Christlich Demokratische Union Deutschlands | Centre droit Démocratie chrétienne, libéral-conservatisme                  | Christian Baldauf (de)                | 31,8 % des voix 35 députés |
|       | Alternative pour l'Allemagne Alternative für Deutschland                           | Droite à extrême droite Euroscepticisme, national-conservatisme, populisme | Michael Frisch (de)                   | 12,6 % des voix 14 députés |
|       | Parti libéral-démocrate Freie Demokratische Partei                                 | Centre droit à droite Libéralisme, libéralisme économique                  | Daniela Schmitt (de)                  | 6,2 % des voix 7 députés   |
|       | Alliance 90 / Les Verts Bündnis 90/Die Grünen                                      | Centre gauche Écologie politique, progressisme                             | Anne Spiegel (Ministre de la Famille) | 5,3 % des voix 6 députés   |

### Sondages
| Institut                | Date       | CDU    | SPD    | Grünen | FDP   | Linke | AfD    | FW    |
| ----------------------- | ---------- | ------ | ------ | ------ | ----- | ----- | ------ | ----- |
| Institut                | Date       |        |        |        |       |       |        |       |
| Élections               | 14/03/2021 | 27,7 % | 35,7 % | 9,3 %  | 5,5 % | 2,5 % | 8,3 %  | 5,4 % |
| INSA                    | 12/03/2021 | 29 %   | 32 %   | 10 %   | 7 %   | 3 %   | 10 %   | 4 %   |
| Forschungsgruppe Wahlen | 11/03/2021 | 29 %   | 33 %   | 10 %   | 6,5 % | 3 %   | 9 %    | 5 %   |
| INSA                    | 09/03/2021 | 30 %   | 30 %   | 12 %   | 6 %   | 3 %   | 10 %   | 4 %   |
| Forschungsgruppe Wahlen | 05/03/2021 | 29 %   | 33 %   | 11 %   | 7 %   | 3 %   | 9 %    | 4 %   |
| Infratest dimap         | 04/03/2021 | 28 %   | 30 %   | 12 %   | 9 %   | 3 %   | 9 %    | 5 %   |
| Infratest dimap         | 25/02/2021 | 31 %   | 30 %   | 12 %   | 7 %   | 3 %   | 9 %    | 4 %   |
| INSA                    | 23/02/2021 | 33 %   | 31 %   | 12 %   | 6 %   | 3 %   | 9 %    | 3 %   |
| Forschungsgruppe Wahlen | 05/02/2021 | 33 %   | 31 %   | 13 %   | 5 %   | 4 %   | 7 %    | –     |
| INSA                    | 23/01/2021 | 33 %   | 30 %   | 14 %   | 6 %   | 3 %   | 9 %    | 3 %   |
| Infratest dimap         | 14/01/2021 | 33 %   | 28 %   | 15 %   | 6 %   | 3 %   | 8 %    | –     |
| Infratest dimap         | 10/12/2020 | 34 %   | 28 %   | 15 %   | 5 %   | 3 %   | 9 %    | –     |
| INSA                    | 21/10/2020 | 33 %   | 27 %   | 14 %   | 5 %   | 5 %   | 10 %   | 3 %   |
| Infratest dimap         | 10/09/2020 | 34 %   | 26 %   | 17 %   | 6 %   | 4 %   | 9 %    | –     |
| Infratest dimap         | 23/04/2020 | 38 %   | 27 %   | 13 %   | 6 %   | 4 %   | 8 %    | –     |
| INSA                    | 15/04/2020 | 30 %   | 24 %   | 19 %   | 5 %   | 5 %   | 12 %   | –     |
| Infratest dimap         | 05/03/2020 | 27 %   | 26 %   | 18 %   | 7 %   | 6 %   | 11 %   | –     |
| Infratest dimap         | 12/12/2019 | 30 %   | 26 %   | 16 %   | 7 %   | 4 %   | 13 %   | –     |
| INSA                    | 18/09/2019 | 28 %   | 22 %   | 20 %   | 8 %   | 4 %   | 12 %   | 3 %   |
| Infratest dimap         | 12/09/2019 | 28 %   | 23 %   | 21 %   | 8 %   | 4 %   | 11 %   | –     |
| Infratest dimap         | 21/03/2019 | 31 %   | 24 %   | 14 %   | 10 %  | 6 %   | 11 %   | –     |
| Forsa                   | 11/02/2019 | 31 %   | 26 %   | 14 %   | 8 %   | 5 %   | 10 %   | –     |
| Infratest dimap         | 13/12/2018 | 31 %   | 24 %   | 16 %   | 7 %   | 4 %   | 13 %   | –     |
| Infratest dimap         | 18/10/2018 | 28 %   | 24 %   | 18 %   | 8 %   | 5 %   | 13 %   | –     |
| Dernières élections     | 13/03/2016 | 31,8 % | 36,2 % | 5,3 %  | 6,2 % | 2,8 % | 12,6 % | 2,3 % |

## Résultats

### Voix et sièges
|                          |                                                    |                                                    |                  |                  |                  |                  |           |       |        |              |               |  |  |  |
| Partis                   | Partis                                             | Partis                                             | Circonscriptions | Circonscriptions | Circonscriptions | Circonscriptions | Liste     | Liste | Liste  | Total sièges | +/-           |  |  |  |
| Partis                   | Partis                                             | Partis                                             | Votes            | %                | Sièges           | +/−              | Votes     | %     | Sièges | Total sièges | +/-           |  |  |  |
|                          | Parti social-démocrate d'Allemagne (SPD)           | Parti social-démocrate d'Allemagne (SPD)           | 618 302          | 32,16            | 28               | 1                | 691 055   | 35,71 | 11     | 39           | en stagnation |  |  |  |
|                          | Union chrétienne-démocrate d'Allemagne (CDU)       | Union chrétienne-démocrate d'Allemagne (CDU)       | 604 102          | 31,42            | 23               | 1                | 535 345   | 27,67 | 8      | 31           | 4             |  |  |  |
|                          | Alliance 90 / Les Verts (Grünen)                   | Alliance 90 / Les Verts (Grünen)                   | 210 093          | 10,93            | 1                | 1                | 179 902   | 9,30  | 9      | 10           | 4             |  |  |  |
|                          | Alternative pour l'Allemagne (AfD)                 | Alternative pour l'Allemagne (AfD)                 | 145 356          | 7,56             | 0                | en stagnation    | 160 273   | 8,28  | 9      | 9            | 5             |  |  |  |
|                          | Parti libéral-démocrate (FDP)                      | Parti libéral-démocrate (FDP)                      | 115 533          | 6,01             | 0                | en stagnation    | 106 835   | 5,52  | 6      | 6            | 1             |  |  |  |
|                          | Électeurs libres (FW)                              | Électeurs libres (FW)                              | 143 915          | 7,48             | 0                | en stagnation    | 103 582   | 5,35  | 6      | 6            | 6             |  |  |  |
|                          | Die Linke (Linke)                                  | Die Linke (Linke)                                  | 54 134           | 2,81             | 0                | en stagnation    | 48 210    | 2,49  | 0      | 0            | en stagnation |  |  |  |
|                          | Parti de protection des animaux (Tierschutzpartei) | Parti de protection des animaux (Tierschutzpartei) |                  |                  |                  |                  | 32 516    | 1,68  | 0      | 0            | en stagnation |  |  |  |
|                          | Die PARTEI (PARTEI)                                | Die PARTEI (PARTEI)                                | 8 410            | 0,44             | 0                | en stagnation    | 20 527    | 1,06  | 0      | 0            | en stagnation |  |  |  |
|                          | Volt Deutschland (Volt)                            | Volt Deutschland (Volt)                            | 1 499            | 0,08             | 0                | en stagnation    | 19 277    | 1,00  | 0      | 0            | en stagnation |  |  |  |
|                          | Liste du climat (Klimaliste)                       | Liste du climat (Klimaliste)                       | 9 485            | 0,49             | 0                | en stagnation    | 13 694    | 0,71  | 0      | 0            | en stagnation |  |  |  |
|                          | Parti écologiste-démocrate (ÖDP)                   | Parti écologiste-démocrate (ÖDP)                   | 8 204            | 0,43             | 0                | en stagnation    | 13 418    | 0,69  | 0      | 0            | en stagnation |  |  |  |
|                          | Parti des pirates (PIRATEN)                        | Parti des pirates (PIRATEN)                        | 1 825            | 0,09             | 0                | en stagnation    | 10 400    | 0,54  | 0      | 0            | en stagnation |  |  |  |
|                          | Autres                                             | Autres                                             | 1 909            | 0,10             | 0                | en stagnation    | 0         | 0,00  | 0      | 0            | en stagnation |  |  |  |
|                          |                                                    |                                                    |                  |                  |                  |                  |           |       |        |              |               |  |  |  |
| Votes valides            | Votes valides                                      | Votes valides                                      | 1 922 767        | 98,20            |                  |                  | 1 922 767 | 98,20 |        |              |               |  |  |  |
| Votes blancs et nuls     | Votes blancs et nuls                               | Votes blancs et nuls                               | 35 223           | 1,80             | 35 223           | 1,80             |           |       |        |              |               |  |  |  |
| Total                    | Total                                              | Total                                              | 1 957 990        | 100              | 52               | 1                | 1 957 990 | 100   | 49     | 101          | en stagnation |  |  |  |
| Abstentions              | Abstentions                                        | Abstentions                                        | 1 084 435        | 35,64            |                  |                  | 1 084 435 | 35,64 |        |              |               |  |  |  |
| Inscrits / participation | Inscrits / participation                           | Inscrits / participation                           | 3 042 425        | 64,36            | 3 042 425        | 64,36            |           |       |        |              |               |  |  |  |

### Analyse

#### Sociologique
| Catégorie                      | SPD  | CDU  | Grünen | AfD  | FDP  | FW  | Linke |
| ------------------------------ | ---- | ---- | ------ | ---- | ---- | --- | ----- |
| Catégorie                      |      |      |        |      |      |     |       |
| Sexe                           |      |      |        |      |      |     |       |
| Hommes                         | 34 % | 27 % | 9 %    | 10 % | 6 %  | 6 % | 3 %   |
| Femmes                         | 38 % | 27 % | 10 %   | 6 %  | 5 %  | 6 % | 3 %   |
| Âge                            |      |      |        |      |      |     |       |
| Moins de 30 ans                | 26 % | 16 % | 18 %   | 6 %  | 9 %  | 5 % | 5 %   |
| 30-44 ans                      | 31 % | 25 % | 10 %   | 11 % | 6 %  | 6 % | 3 %   |
| 45-59 ans                      | 36 % | 27 % | 10 %   | 10 % | 5 %  | 6 % | 2 %   |
| Plus de 60 ans                 | 43 % | 35 % | 5 %    | 6 %  | 4 %  | 5 % | 2 %   |
| Statut                         |      |      |        |      |      |     |       |
| Ouvrier                        | 41 % | 24 % | 5 %    | 12 % | 5 %  | 6 % | 3 %   |
| Employé                        | 36 % | 26 % | 10 %   | 7 %  | 5 %  | 7 % | 3 %   |
| Fonctionnaire                  | 31 % | 39 % | 13 %   | 4 %  | 4 %  | 5 % | 1 %   |
| Indépendant                    | 25 % | 33 % | 11 %   | 8 %  | 10 % | 7 % | 2 %   |
| Études                         |      |      |        |      |      |     |       |
| Hauptschulabschluss            | 47 % | 28 % | 3 %    | 9 %  | 3 %  | 6 % | 1 %   |
| Mittlere Reife                 | 38 % | 27 % | 6 %    | 10 % | 6 %  | 6 % | 2 %   |
| Abitur (baccalauréat)          | 31 % | 23 % | 15 %   | 9 %  | 6 %  | 3 % | 4 %   |
| Hochschulabschluss (supérieur) | 29 % | 27 % | 17 %   | 6 %  | 7 %  | 5 % | 3 %   |

### Conséquences
Après avoir tenu des discussions exploratoires puis obtenu l'accord de leurs instances respectives, le Parti social-démocrate d'Allemagne, l'Alliance 90 / Les Verts et le Parti libéral-démocrate ouvrent le 23 mars 2021 des négociations en vue de rééditer la coalition en feu tricolore qu'ils forment ensemble depuis cinq ans. Un accord pour reconduire l'alliance tripartite au pouvoir est conclu le 30 avril suivant.